# Hier ist John Doe
Hier ist John Doe ist eine US-amerikanische Tragikomödie unter Regie von Frank Capra aus dem Jahre 1941.

## Handlung
Ann Mitchell ist Kolumnistin bei der Tageszeitung New Bulletin. Als ein neuer Eigentümer die Zeitung übernimmt, werden Mitarbeiter entlassen und so auch Ann Mitchell. Als letzte Handlung schreibt sie einen imaginären Leserbrief, der mit John Doe unterzeichnet ist und in den sie allen Frust hineinfließen lässt. Dieser John Doe schreibt über seinen Ärger über die Behandlung der kleinen Leute in den USA und kündigt an, sich an Heiligabend vom Rathaus zu stürzen. Der Brief wird zur öffentlichen Sensation und Ann kann den Chefredakteur Connell überzeugen, dass Fortsetzungen dieser Geschichte die Leserschaft begeistern würden.
Die Zeitungsmacher entscheiden sich, aus dem fiktiven John Doe einen tatsächlichen John Doe zu entwerfen. Sie engagieren den armen, arbeitslosen ehemaligen Baseballspieler Long John Willoughby. Er wird neu eingekleidet und in seine neue Rolle eingeführt. Gemeinsam mit seinem alten Kameraden The Colonel wird er in ein Luxushotel einquartiert. Ann Mitchell begleitet von nun an das Leben von John Doe mit ihren Artikeln, während dieser quer durchs Land reist. D. B. Norton, der Herausgeber von Anns Zeitung, erkennt den Wert der enormen Popularität John Does und versucht, ihn für seinen politischen Ehrgeiz zu nutzen. Der faschistische Norton will Präsidentschaftskandidat werden und eine Partei als dritte politische Kraft im amerikanischen System etablieren. John Doe soll als Zugpferd vor die Kampagne gespannt werden. Ann Mitchell wird zu seiner Ghostwriterin. Ihrer Karriere steht nun nichts mehr im Wege und die drohende Arbeitslosigkeit ist vergessen.
John Doe bereist das Land mit Nortons Parolen und es entsteht das National John Doe Movement – bis John von Anns Chefredakteur Connell erfährt, welch diktatorische Pläne Norton hat und vor welchen Karren er sich hat spannen lassen. Er macht die Entstehungsgeschichte von John Doe öffentlich publik. Zwar kann er damit Nortons Machtpläne durchkreuzen, wird aber nun von ganz Amerika gehasst. John beschließt, wie der fiktive John Doe, sich an Heiligabend das Leben zu nehmen. Norton und seine Männer warten bereits auf ihn und wollen ihn davon abhalten zu springen, damit die John-Doe-Bewegung nicht neu entsteht, doch Willoughby zeigt sich entschlossen, seinem Leben ein Ende zu setzen. Doch Ann und ein kleiner Teil seiner Anhängerschaft kommen ebenfalls und halten ihn vom Sprung ab. Sie argumentieren, dass die Idee von John Doe eigentlich gut war. Jetzt wollen Ann und John eine zweite, unabhängige John-Doe-Bewegung starten.

## Entstehungsgeschichte

### Produktion
Dies war der erste und einzige kommerzielle Spielfilm von Frank Capra Productions. Frank Capra besaß zwei Drittel des Unternehmens und Robert Riskin das verbleibende Drittel.
Bis weit in die Produktion hinein weigerte sich Frank Capra, öffentlich zu verraten, worum es in dem Film geht. Ein Teil der Motivation für seine Geheimhaltung war die Befürchtung, mächtige faschistische Organisationen in den USA würden Warner Bros. unter Druck setzen, den Film nicht zu drehen. Aber er hatte auch kein fertiges Drehbuch, und Stillschweigen über das Filmthema zu bewahren war seine Art, Warner Bros davon abzuhalten, aus seinem Vertrag auszusteigen.
Frank Capra begann mit der Produktion, ohne eine klare Vorstellung davon zu haben, wie der Film enden sollte. Er hat fünf Enden gedreht oder bearbeitet und zwei in den Probeaufführungen gezeigt. In einem endet der Film damit, dass John auf der John Doe Convention in Ungnade fällt und Henry Connell sagt: „Nun Jungs, Ihr könnt einen anderen bei Pontius Pilatus ankreiden.“ Besucher der Probevorstellung hielten diese Version für zu deprimierend. Bei einem anderen Ende begeht John Selbstmord und der Colonel wiegt seinen toten Körper in seinen Armen und sagt: „Long John, du armer Narr. Du armes Schwein.“ Robert Riskin bevorzugte diesen Schluss, aber Capra war nicht überzeugt und befürchtete, dass der Selbstmord Probleme mit der katholischen Kirche verursachen würde. Er hatte auch eine Version, in der Ann John davon abhält, Selbstmord zu begehen, und eine Variante, in der Johns frohe Weihnachten mit Henry den korrupten Verleger dazu bringen, zur Erkenntnis zu kommen. Unentschlossen lieferte Capra verschiedene Versionen des Filmendes für die ersten Aufführungen in Los Angeles, San Francisco und Washington, DC. Schließlich inspirierte ein Zuschauer-Kommentar aus den Probevorstellungen – unterschrieben mit „John Doe“ – zu einem fünften Filmende, in dem einige der ursprünglichen John-Doe-Club-Mitglieder auftauchen, um Willoughby zu sagen, dass sie nie aufgehört haben, an ihn zu glauben. Das ermöglichte es Capra auch, ein anderes Problem zu erledigen, auf das vom Probepublikum und in Briefen von verärgerten Fans hingewiesen wurde: die Darstellung von Willoughbys Anhängern als launische Herde, die von den korrupten Politikern leicht beeinflusst wird. Capra drehte das neue Ende und ließ Kopien aus den Kinos zurückrufen, damit das neue Ende hinzugefügt werden konnte, bevor der Film landesweit veröffentlicht wurde. Jahre später pflegte er zu sagen, dass sogar dieses Ende nicht ganz das richtige gewesen wäre.

### Besetzung
Frank Capra wollte nicht, dass jemand anderer als Gary Cooper John Doe spielt. Der stimmte der Rolle aus zwei Gründen zu: Er hatte es genossen, mit Capra an Mr. Deeds geht in die Stadt (1936) zu arbeiten, und er wollte mit Barbara Stanwyck arbeiten.
Frank Capras erste Wahl für die Rolle von Ann Mitchell war Ann Sheridan. Sie wurde jedoch von Warner Bros. in einem Vertragsstreit mit einem Veto belegt.
Olivia de Havilland wurde die Rolle der Ann Mitchell angeboten, aber sie lehnte ab.
Für den einstigen Stummfilmstar Rod La Rocque war es der letzte Film.

### Drehorte und Drehzeit
- Wrigley Field - 42nd Place & Avalon Boulevard, Los Angeles, Kalifornien, USA
- Stage 22, Warner Brothers Burbank Studios - 4000 Warner Boulevard, Burbank, Kalifornien, USA
- Die Dreharbeiten fanden in der Zeit vom 8. Juli 1940 bis September 1940 sowie vom 8. September 1940 bis 23. März 1941 statt.

## Kritiken
„Eine beschwingte, streckenweise aber auch arg sentimentale Komödie, die verhaltene Kapitalismuskritik übt und demokratisches Pathos verbreitet, die satirischen Attacken aber in versöhnlich-sentimentalem Optimismus ausklingen läßt.“

„Vor 75 Jahren, 1941, kam ‚Hier ist John Doe‘ heraus, ein heute sehr aktuell wirkender Film. Vor einem halben Jahrhundert wurde viel über ‚Faschismus-Theorien‘ debattiert. Hat Frank Capras ‚Hier ist John Doe‘ dabei jemals eine Rolle gespielt? Dabei ist dem Film der Schrecken anzusehen, dass das Gute oder das wenigstens gut Gemeinte zum Schlimmsten werden kann, ohne dass man es merkt. Man kann an das Beste im Menschen appellieren, um sein Bösestes hervorzulocken. (…) Der Film konstruiert keinen kulturellen Unterschied, der dem US-Zuschauer erklärt, warum die Massenbewegung zur Massenvernichtung in Europa immer mehr Anhänger gewinnt. Ganz im Gegenteil, die Einsichten in die Mechanismen der totalitären Ordnungen werden nutzbar gemacht, um die eigene Lage und das in ihr sich entwickelnde Zerstörungspotenzial sichtbar zu machen.“

## Auszeichnungen
Der Film wurde 1942 für einen Oscar in der Kategorie beste Originalgeschichte nominiert.

## Kino- und TV-Premieren sowie Radio
(Quelle:)

### Kino
- USA: 12. März 1941 (Premieren in Los Angeles, Miami, New York) / 3. Mai 1941 (landesweit)
- Vereinigtes Königreich: 3. Oktober 1941 (Premiere in London) / 12. Januar 1942 (landesweit)
- Sowjetunion: 24. August 1951

### Fernsehen
USA:
Die frühesten dokumentierten Fernsehausstrahlungen des Films waren wie folgt:
- in Los Angeles: So, 25. Dezember 1949 auf KTLA (Channel 5)
- in Chicago: So, 5. März 1950 auf WGN (Channel 9)
- in Boston: So, 28. Mai 1950 auf WBZ (Channel 4)
- in San Francisco: Mo, 3. Juli 1950 auf KGO (Channel 7)
- in New York City: Di, 12. September 1950 auf WNBT (Channel 4)
- BRD: 23. Dezember 1968

### Radio
„The Screen Guild Theater“ sendete am 28. September 1941 eine 30-minütige Radio-Adaption des Films, in der Gary Cooper, Barbara Stanwyck und Edward Arnold ihre Filmrollen erneut spielten.

## Trivia
- Entgegen der landläufigen Meinung gibt es keine „längere“ Version des Films; er hatte immer eine Laufzeit von 123 Minuten. In der ursprünglichen Werbung für den Film wurde jedoch fälschlicherweise angegeben, dass er 132 Minuten lang wäre. Der Grund war, dass der Drucker versehentlich die letzten beiden Nummern vertauscht hat. Jahrelang gingen Filmhistoriker davon aus, dass alle Neuauflage-Kopien um neun Minuten gekürzt worden wären, bis eine Original-Feinkornfilm-Kopie entdeckt wurde, die ebenfalls eine Laufzeit von 123 Minuten hatte, 123 Minuten war also die richtige Filmlänge.
- Das ursprüngliche Urheberrecht wurde anscheinend nie erneuert, und so wurde der Film lizenzfrei, was dazu führte, dass eine Vielzahl von kostengünstigen, qualitativ minderwertigen VHS-Kassetten und Duplikaten den Videokassetten-Markt überschwemmten und von unabhängigen Kabel- und TV-Stationen, die keinen Zugang zum Original-Material hatten, ausgestrahlt wurden.
- Der Drehbuchautor Robert Riskin war zwar an der Produktion beteiligt, als er aber die Möglichkeit bekam, den europäischen Ländern nach der Befreiung durch die Alliierten aktuelle Hollywood-Filme zu präsentieren, weigerte er sich, diesen Film miteinzubeziehen, weil er dachte, er würde eine übermäßig dunkle Sicht auf Amerika vermitteln.
- Gary Cooper spielt Long John Willoughby. In „Mein Mann, der Cowboy/The Cowboy and the Lady (1938)“ spielt Cooper Stretch Willoughby. In beiden Filmen spielt Walter Brennan seinen witzelnden Kumpel.
- Das Hausdach in der letzten Szene wurde in einem Eishaus gebaut, um das Gefühl einzufangen, dass sie am Abend vor Weihnachten spielt. Barbara Stanwyck sagte später, nach dem Dreh dieser Szene musste sie „ins Krankenhaus zum Abtauen“ gehen.

(Quelle:)